# Монастырь Драганац
Монастырь Драганац (серб. Манастир Драганац) в честь Святого архангела Гавриила  — мужской монастырь Рашско-Призренской епархии Сербской православной церкви примерно в 10 км от города Гнилане.
Монастырь впервые упомянут в 1381 году в грамоте князя Лазаря Хребеляновича и, предположительно, назван в честь его дочери Драганы. О ранней истории монастыря практически ничего неизвестно.
Во второй половине XIX века князь Михаил Обренович пожертвовал на восстановление монастыря 1000 дукатов. Новая церковь была построена в период с 1865 по 1869 год и посвящена архангелу Гавриилу. При монастыре была открыта школа.
После Второй мировой войны монастырь был превращён в сиротский приют. В последние десятилетия XX века монастырь опустел. Монашеская жизнь была возрождена в 1997 году усилиями игумена Кирилла (Джурковича). Во время Косовской войны монастырю удалось избежать разрушения, так как он расположен в населённом преимущественно сербами районе.
В 2012 году игуменом монастыря назначен Илларион (Лупулович) — бывший актёр и музыкант.